# 弗洛里安·西维茨基
弗洛里安·西维茨基（波蘭語：Florian Siwicki，1925年1月10日—2013年3月11日），是波兰陆军上将，波兰总参谋部总参谋长、波兰救国军事会议委员、波兰工人党中央政治局委员、国防部部长。